# 成田一郎
成田一郎（1894年12月—1959年7月4日）日本宮城縣人，日本官員，歷任石川、兵庫縣知事。1945年1月接任台灣總督府總務長官，為該職務的最後一任。

## 生平
成田一郎畢業於廣島高等師範學校、京都帝國大學法律科，之後考進公務員體系。1939年擔任官選第36任石川縣知事，後又於1942年擔任官選第28任兵庫縣知事。他受內務省大臣大達茂雄推薦，於二戰戰末的1945年年初前往日治時期的台灣，擔任第十八任總務長官。二戰結束後，1945年10月中華民國方面接收台灣，不久他隨日籍官員一起被遣送回日本。
回到日本後，先後擔任東和海運株式会社社長、神戸港港湾審議会委員、兵庫県弓道連盟会長。
戰後在公職追放解除後，被自由民主黨所推薦出馬競選1956年7月第4回日本参議院兵庫地方区議員通常選舉並當選。在議員任職期間過世。